# Brod nad Tichou
Brod nad Tichou (deutsch Bruck am Hammer) ist eine Gemeinde mit 254 Einwohnern (Stand: 1. Januar 2023) in Tschechien. Sie liegt vier Kilometer südlich der Stadt Planá in einer Höhe von 468 m am Hammerbach (Hamerský potok, am Unterlauf auch Tichá genannt) und gehört dem Okres Tachov an. Durch den Ort führt die Eisenbahnstrecke Stříbro-Planá und die Verbindungsstraße von Planá zur Dálnice 5.

## Geschichte
Die erste Erwähnung von Bruck stammt aus dem Jahre 1243. Der Ort entstand an einem Übergang des Handelsweges von Nürnberg nach Plan und Haid über den Hammerbach. Im 14. Jahrhundert wurde der Ort Prukke oder lateinisch Pons und tschechisch Brod genannt. Am Ortsrand befand sich früher eine alte Burg, von der nichts mehr erhalten blieb. In ihrer Nähe wurde 1322 die Pfarrkirche des hl. Jakobus des Älteren erbaut, tschechische Quellen geben dafür das Jahr 1369 an. Im Jahre 1427 übernahmen die Kreuzherren mit dem Roten Stern in Tachau die Kirche.
Bruck, das im Jahre 1379 erstmals als Städtchen genannt wurde, kam 1414 an die Herrschaft Plan. In der Mitte des 16. Jahrhunderts bildete Bruck eine eigene Grundherrschaft, deren Besitzer Georg von Schönberg und Bruck war. Der Theresianische Kataster von 1757 weist Bruck erneut als Städtchen aus. Zum Zeitpunkt der Auflösung der Grundherrschaften war Bruck Teil der Herrschaft Plan-Gottschau.
1930 lebten in Bruck am Hammer 459 Deutsche und 18 Tschechen in 91 Häusern. 1939 hatte das Dorf 432 Einwohner.
Nach dem Münchner Abkommen wurde der Ort dem Deutschen Reich zugeschlagen und gehörte bis 1945 zum Landkreis Tachau.
Nach der Vertreibung der deutschen Bewohner im Jahre 1946 halbierte sich die Einwohnerzahl und zahlreiche Häuser verfielen und wurden abgetragen. 1950 betrug die Zahl der Einwohner von Brod nur noch 260. Im Jahre 1991 betrug sie 233, und der Ort bestand aus 68 Wohn- und 10 Ferienhäusern.
Am 1. Januar 1980 erfolgte die Eingemeindung in die Stadt Planá, seit dem 24. November 1990 ist Brod nad Tichou wieder eine eigenständige Gemeinde.
Derzeit läuft ein gemeinsames Studienprojekt der Universität Ústí nad Labem und der Universität Passau zum Thema: „Die ehemaligen und heutigen Bewohner von Bruck am Hammer/Brod nad Tichou“.

## Sehenswürdigkeiten
In den Jahren 1992 bis 1995 wurde die barocke Kirche mit Mitteln ehemaliger Brucker Einwohner aus Deutschland restauriert, in ihr werden jährlich im Juli zur Jakobiwallfahrt gemeinsame deutsch-tschechische Gottesdienste veranstaltet. Das südlich der Kirche befindliche Pfarrhaus, von dem früher angenommen wurde, dass es aus Teilen der alten Burg errichtet wurde, ist zwischen 2001 und 2003 zu einer Ausstellungs- und Begegnungsstätte der deutsch-tschechischen Geschichte des Dorfes und der Region umgestaltet worden. Es dient auch als Übernachtungsstätte des Projektes Spurensuche. An der Brücke über den Hammerbach steht eine Statue des heiligen Johannes von Nepomuk aus dem Jahre 1738. Eine kleine Kapelle mit einem barocken Wappen befindet sich am Eisenbahnübergang.

## Karolinengrund
Der Karolinengrund (Dolní Karlín) ist das bewaldete Tal des Hammerbaches. Es beginnt zwei Kilometer südlich von Brod und erstreckt sich bis zur Mündung des Flüsschens in die Mies bei Ústí nad Mží (Truß). Das heutige Naherholungsgebiet war früher ein Industriestandort.
Um 1830 begann in dem Tal der Abbau von Eisenerzen, der sich bis ins Tal der Mies zwischen Pawlowitz (Pavlovice nad Mží) und Hohenzetlisch (Vysoké Sedliště) erstreckte. Der Besitzer der Herrschaft Plan, Johann Wenzel Graf von Nostitz-Rieneck, benannte das Tal nach seiner Frau Karoline, geborene Gräfin Clam-Gallas. Am 7. September 1836 wurde der erste Hochofen feierlich in Betrieb genommen. Das Tal einschließlich des Hüttenwerkes wurde 1887 an Josef Lugner aus Plan verkauft, der hier ein Werk für Steinskulpturen gründete und später das erfolgreiche Unternehmen, das zwischen 60 und 70 Steinmetze beschäftigte, an seinen gleichnamigen Sohn weitergab. Die von „Lugner Plan“ in Karolinengrund gefertigten Steine und Grabmäler sind nicht nur auf den meisten westböhmischen Friedhöfen zu finden, sondern auch in Budapest, Salzburg, Wien und Prag. Der Volksmund bezeichnete die Örtlichkeit jedoch auch weiterhin als den „Hochofen“.
Nach dem Zweiten Weltkrieg und der Vertreibung der Lugners lief das Werk immer schlechter und wurde schließlich stillgelegt. Heute befinden sich im romantisch gelegenen Karolinengrund ein Campingplatz und Übernachtungshütten. Von den Gebäuden der Firma Lugner ist nichts mehr vorhanden, das einzige Überbleibsel der Anlagen ist eine gewaltige Steinterrasse, die zum Lugnerschen Gasthaus gehört hatte.

## Ortsgliederung
Zur Gemeinde Brod nad Tichou gehört die Feriensiedlung Dolní Karlín (Karolinengrund).

## Persönlichkeiten
- Zacharias Theobalt, Astronom und Mathematiker, war von 1594 bis 1615 Pfarrer in Bruck.